# Тасман (озеро)
Тасман (англ. Tasman Lake) — моренное озеро на территории национального парка Маунт-Кук в регионе Кентербери, остров Южный, Новая Зеландия. Образовано в результате сравнительно недавнего отступления одноимённого ледника на север. В озеро впадает небольшая река Марчисон. Высота над уровнем моря — 715 м.
В 1973 году здесь находились несколько не связанных между собой небольших прудов талой воды, но уже к 1990 году они объединились в нынешнее озеро. В связи с тем, что основание ледника теперь находится в воде озера, таяние ледника ускорилось: в воду озера регулярно обрушаются глыбы льда, в том числе очень крупные, которые двигаются от северной части озера к южной, где вода промыла себе дорогу, и поток талой воды течёт дальше на юг, становясь примерно через 8 километров притоком реки Тасман. Путешествие на лодке вдоль озёрных айсбергов является популярным туристическим маршрутом.
В январе 2000 года озеро имело 2—3 километра в длину. В апреле 2008 года оно уже имело 7 километров в длину, 2 километра в ширину и глубину в 245 метров, почти удвоив свою площадь за восемь лет. Высказывались предположения, что к 2018—2028 году озеро может достичь длины в 16 километров. Тем не менее, по состоянию на начало 2013 года длина озера составляет 5,8 километров, максимальная ширина — 1,6 километров, площадь — 6,91 км².

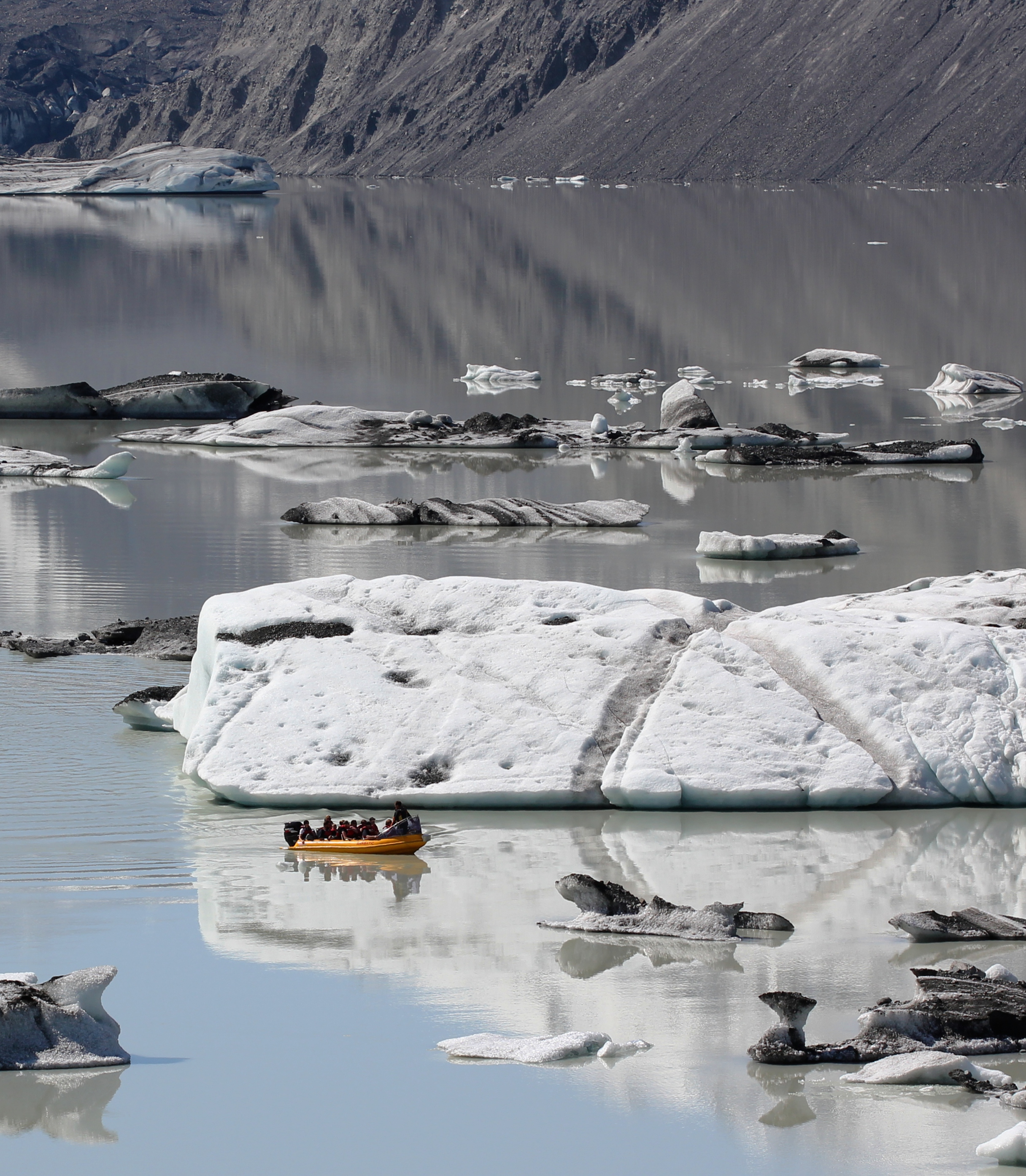
Путешествие на лодке вдоль озёрных айсбергов является популярным туристическим маршрутом
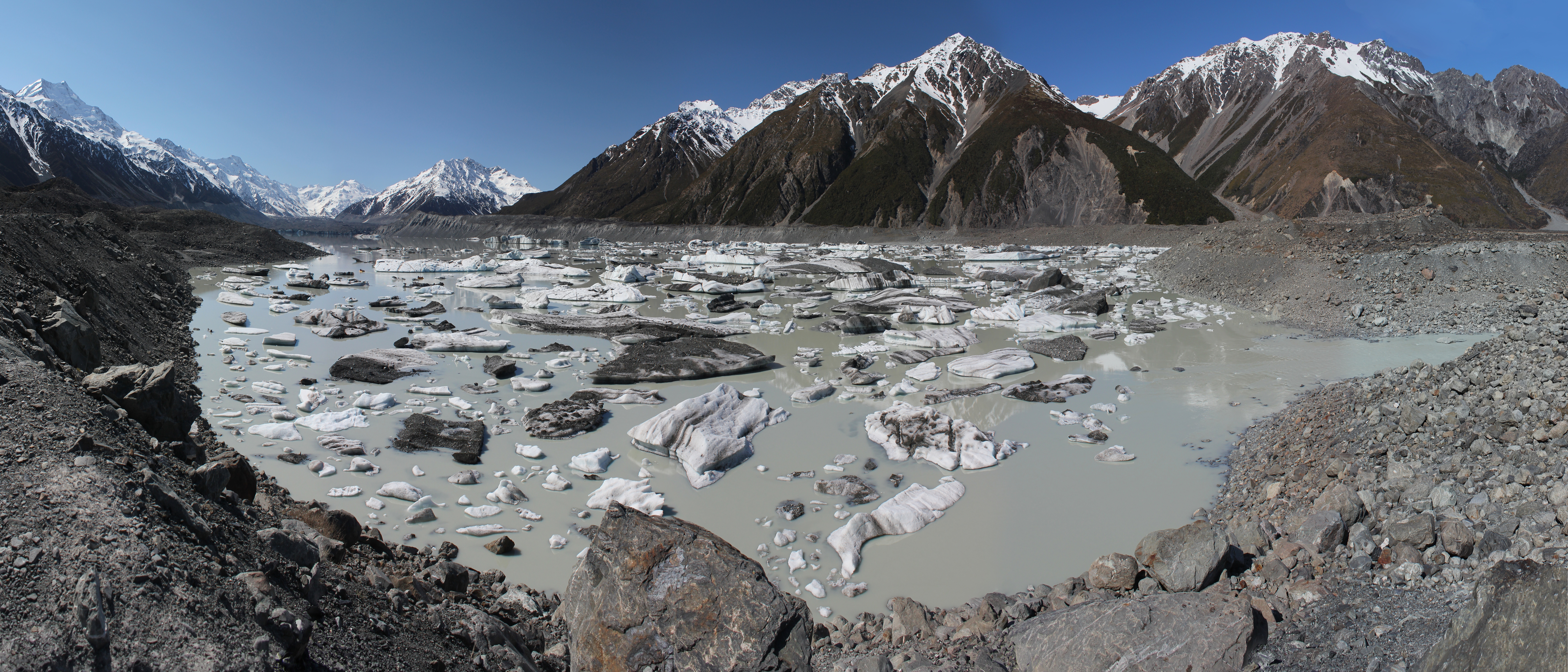
Панорамный вид на озеро недалеко от пробитого водой водосброса (на фото — справа)